# Ängelholm
Ängelholm es una ciudad en la provincia de Escania, en el extremo sur de Suecia, sede del municipio homónimo. En 2018 tenía una población de 28 251 habitantes.

## Historia
El asentamiento fue construido como Luntertun e inicialmente estaba más cerca del Kattegat. En 1516, el rey Cristián II de Dinamarca trasladó el asentamiento de Luntertun como en la costa porque era difícil de defender y lo renombró Engelholm. Como fundador, el rey Cristián II marcó personalmente los límites de la nueva ciudad, otorgándole a la ciudad una carta en 1516.
La ciudad permaneció pequeña durante siglos. Tras el Tratado de Roskilde en 1658, Dinamarca cedió a Ängelholm, junto con el resto de Escania, a Suecia. La ciudad comenzó a crecer en el siglo xix debido a la industrialización. También fue una ciudad de guarnición hasta 1883 y tuvo una base de la fuerza aérea entre 1941 y 2009. La ortografía más antigua Engelholm se mantuvo hasta 1912, cuando el ayuntamiento decidió adoptar una ortografía más moderna en línea con la reforma ortográfica sueca de 1906. El fabricante de automóviles de alto rendimiento Koenigsegg tiene su base en las instalaciones de la desaparecida ala de la fuerza aérea en Escania (F 10).

## Demografía
| Población de Ängelholm entre 1960 y 2016         |
|                                                  |
| Fuente:Oficina Central de Estadísticas de Suecia |